# Валоне (Анкона)
Валоне (итал. Vallone) насеље је у Италији у округу Анкона, региону Марке.
Према процени из 2011. у насељу је живело 578 становника. Насеље се налази на надморској висини од 17 м.